# Maksymilian I Habsburg

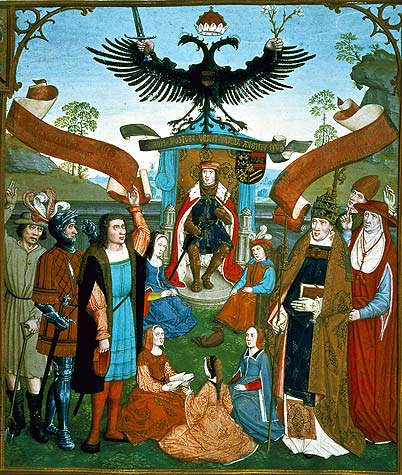
Cesarz Maksymilian I w majestacie

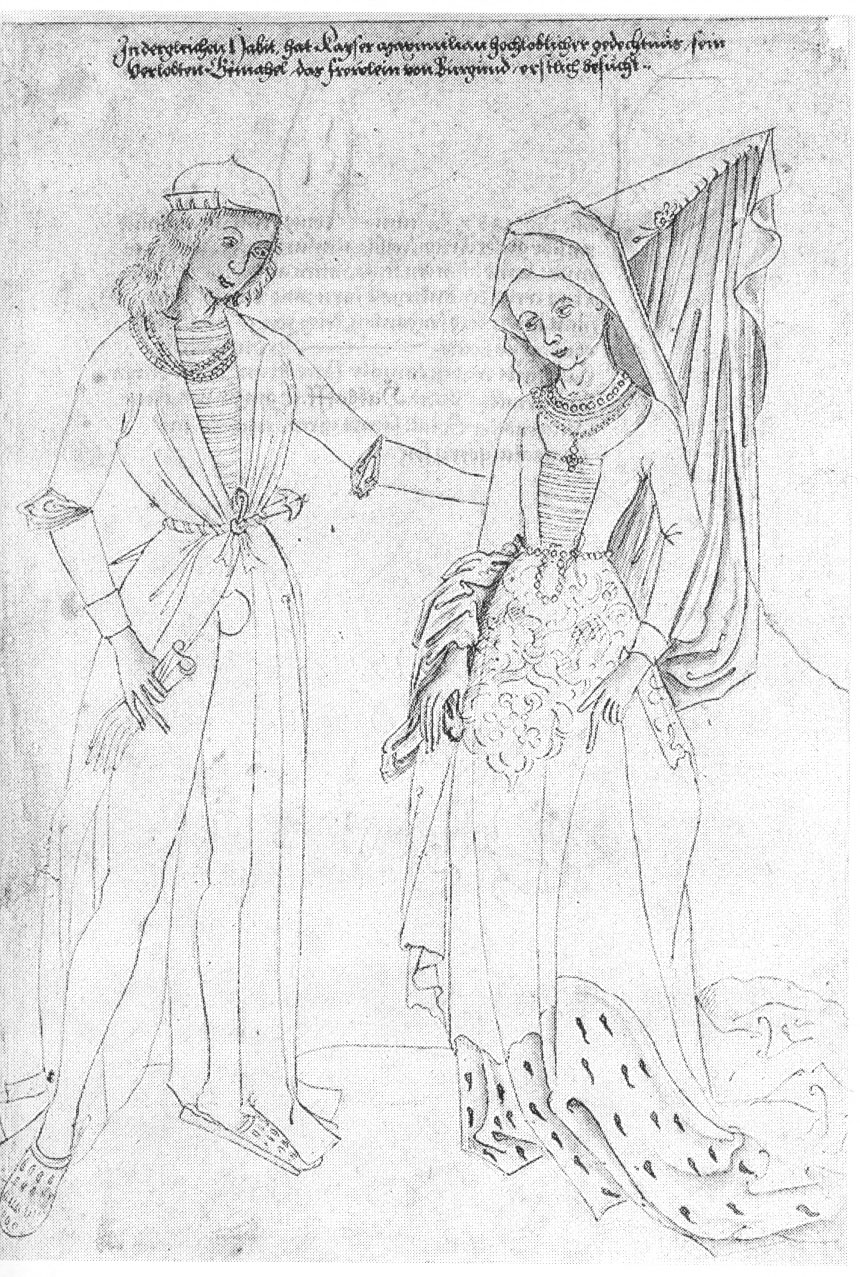
Maksymilian I i Maria Burgundzka

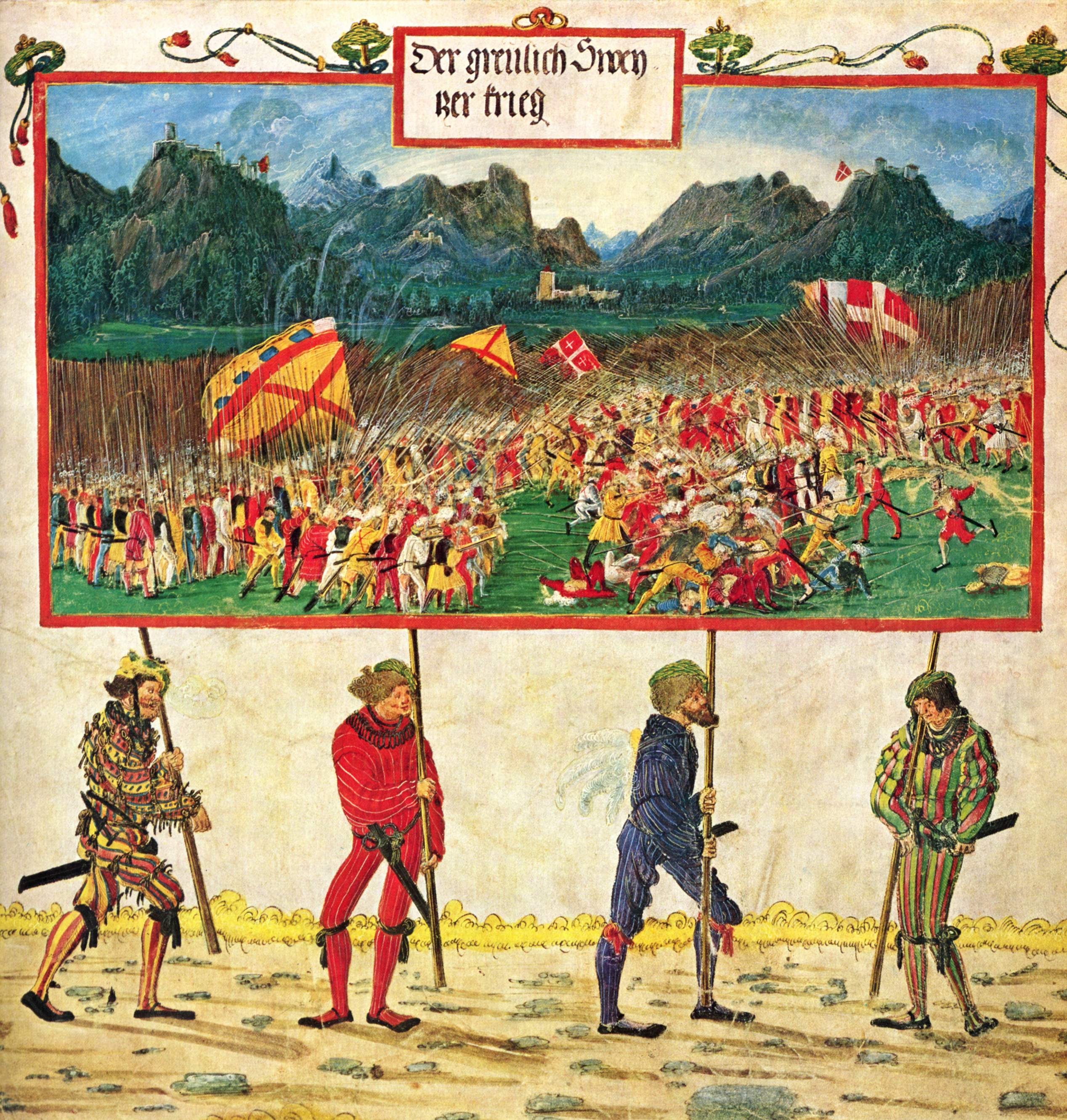
Albrecht Altdorfer Triumf cesarza Maksymiliana I. Fragment z przedstawieniem Wojny Szwajcarskiej

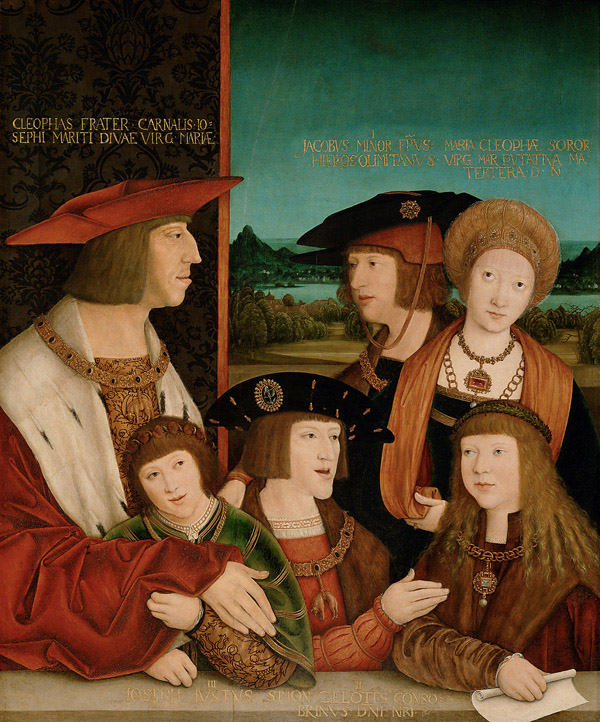
Bernhard Strigel, Cesarz Maksymilian I z rodziną:żoną Marią Burgundzką, synem Filipem I Pięknym, wnukami Ferdynandem i Karolem V oraz Ludwikiem Jagiellończykiem

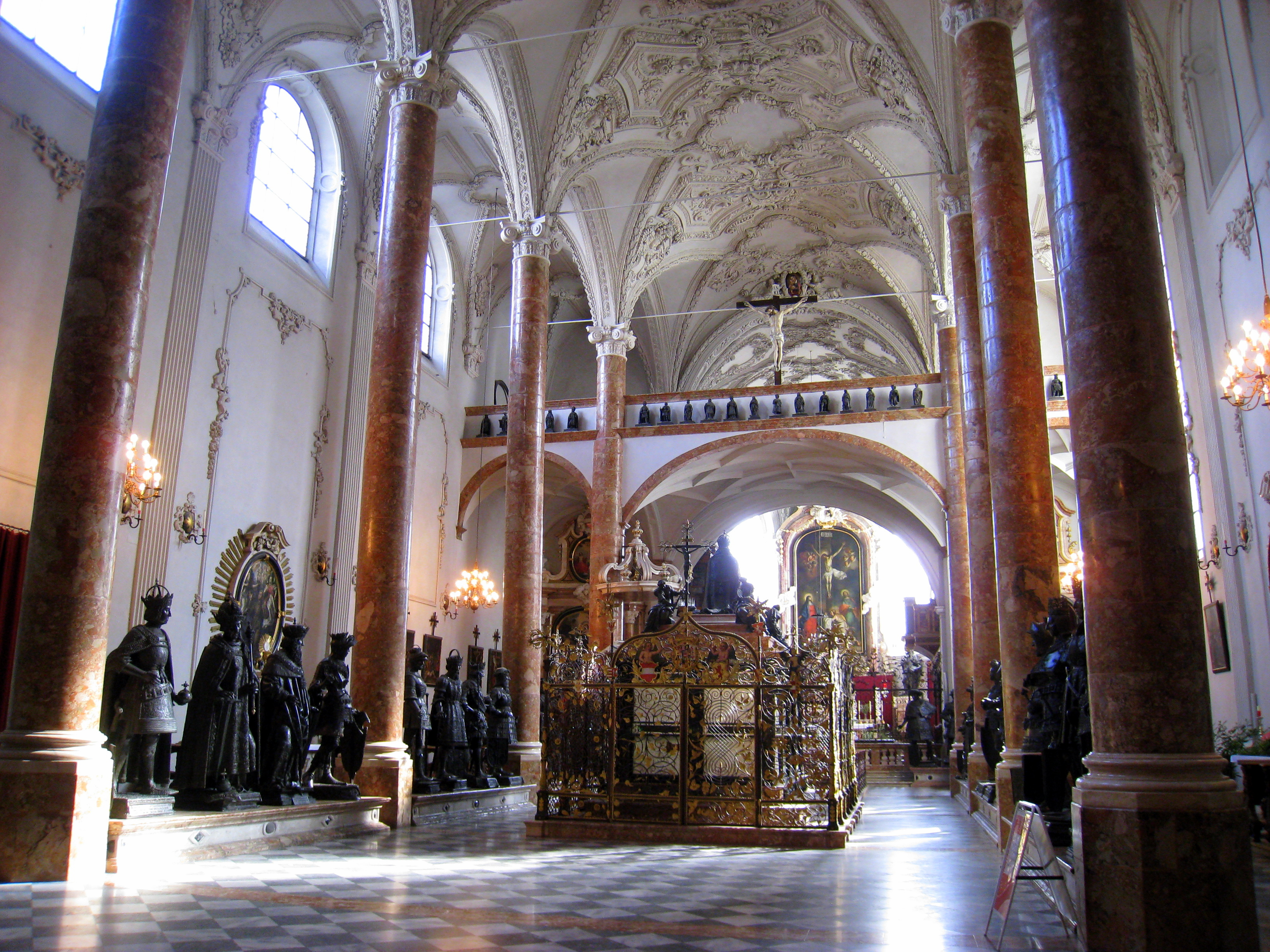
Kenotaf cesarza Maksymiliana I w kościele dworskim w Innsbrucku

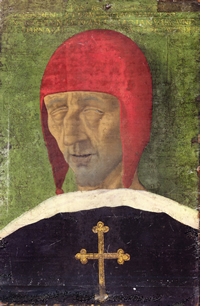
Portret pośmiertny Maksymiliana I

Maksymilian I, niem Maximilian I (ur. 22 marca 1459 w Wiener Neustadt, zm. 12 stycznia 1519 w Wels) – od 1486 król Niemiec, a od 1508 wybrany cesarz rzymski. Syn cesarza Fryderyka III Habsburga i Eleonory Aviz. Ojciec Filipa I Pięknego, króla Kastylii. Jeden z głównych twórców potęgi rodowej Habsburgów.

## Polityka zagraniczna i dynastyczna

### Wojna z Francją o Burgundię
W 1477 r. poślubił księżnę burgundzką Marię, córkę Karola Zuchwałego (Śmiałego). Poskutkowało to wybuchem wojny o sukcesję burgundzką. Król Francji Ludwik XI ogłosił, iż zgodnie z prawem salickim kobiety nie mogą dziedziczyć ziemi ani władzy, a więc ród Karola Zuchwałego wymarł i Burgundia, lenno Francji, powraca do francuskiej Korony. Zajął posiadłości Marii, nawet Hainaut i Hrabstwo Burgundii (Franche-Comté), które podlegały zwierzchnictwu cesarza, a nie króla francuskiego. Ludwik napotkał jednak opór ludności flamandzkiej w Niderlandach, a w 1479 r. Maksymilian zadał mu klęskę w bitwie pod Enguinegatte, dzięki czemu Niderlandy pozostały w rękach jego i Marii.
Po śmierci Marii w 1482 r. stany niderlandzkie odmawiały uznania władzy Maksymiliana i ich syna, Filipa. Maksymilian stłumił zbrojne powstanie, które wybuchło w Utrechcie i zasadniczo opanował sytuację, ale nieprzyjazne okoliczności zmusiły go do zawarcia układu ze stanami Niderlandów i Ludwikiem XI w Arras, jeszcze w 1482 r. Na mocy tej umowy córka Maksymiliana, Małgorzata Habsburg, miała poślubić delfina Francji Karola, i otrzymać w posagu Hrabstwo Artois i Franche-Comté (Palatynat Burgundzki), zagarnięte wcześniej przez Ludwika. Traktat sankcjonował więc rozbiór „imperium burgundzkiego” między Francję i Habsburgów.
W 1490 r. Maksymilian zaaranżował swoje małżeństwo z córką księcia Bretanii, Anną Bretońską. Tymczasem król Francji Karol VIII, syn Ludwika XI, zajął Bretanię i sam ożenił się z Anną. Małgorzatę odesłał do ojca, naruszając warunki traktatu w Arras. Maksymilian nie zareagował, ponieważ przyciągnęły jego uwagę sprawy polityki wschodniej. W 1494 r. Karol VIII przygotowywał się do wyprawy do Neapolu, wobec czego podpisał z Maksymilianem I traktat w Senlis, w którym zrzekł się Artois i Franché-Comte. Tym sposobem Francuzi sami zrezygnowali z dziedzictwa burgundzkiego poza właściwym Księstwem Burgundii, lecz mieli się o nie upomnieć w przyszłości.

### Małżeństwa dynastyczne we Włoszech i Hiszpanii
W 1494 roku Maksymilian I poślubił Biankę Marię, córkę księcia mediolańskiego Galeazzo Marii Sforzy, co dało Habsburgom pretekst do wysuwania pretensji do tronu księstwa. Przyczyniło się to do długotrwałych wojen z Francją, w wyniku których ostatecznie Austriacy opanowali Mediolan w 1535 roku. W 1495 r. doprowadził do małżeństwa swojego syna – Filipa Pięknego, z Joanną Szaloną (córką Izabeli Kastylijskiej i Ferdynanda Aragońskiego). Związek ten zapewnił Habsburgom sukcesję w Hiszpanii i na Sycylii. Filip zmarł dość szybko, a w 1516 roku jego syn, a więc wnuk jednocześnie Maksymiliana i Ferdynanda Aragońskiego, Karol Habsburg, został królem zjednoczonej Hiszpanii jako współrządca Joanny. W tym momencie rozpoczęło się trwające do 1700 r. panowanie rodu Habsburgów w tym państwie.

### Wojna ze Szwajcarią
Szwajcarzy nie podporządkowali się ustaleniom Sejmów Rzeszy, odmówili płacenia ustanowionego podatku (Gemeimer Pfennig) i przystąpienia do organizacji okręgowej, co stało się przedmiotem debaty podczas Sejmu Rzeszy we Fryburgu w 1498 r. Habsburgowie nie rezygnowali ostatecznie z prób przywrócenia w Szwajcarii swojej władzy i w 1499 doszło do nowej wojny. Wojsko cesarskie dowodzone przez Henryka Fürstenberga 22 lipca przegrało w bitwie pod Dornach. Maksymilian musiał ulec i 22 listopada 1499 r. w Bazylei zawarł ze Szwajcarami pokój, który nadawał kantonom faktyczną niezależność, choć pozostały formalnie częścią Świętego Cesarstwa Rzymskiego (do roku 1648).

### Wojny włoskie
Maksymilian I zaangażował się w wojny włoskie z nadzieją na odzyskanie dla Cesarstwa ziem podporządkowanych Republice Weneckiej i hamowania ekspansji francuskiej we Włoszech. W 1495 r. Maksymilian I zawarł z Wenecją, Papiestwem, Hiszpanią i Mediolanem Ligę Wenecką mającą na celu likwidację francuskich wpływów we Włoszech i wysłał swoje wojska przeciw Karolowi VIII (bitwa pod Fornouvo).
W 1509 r., za namową papieża Juliusza II, Maksymilian I przystąpił do Ligi Świętej w Cambrai, sojuszu Papiestwa, Francji, Jagiellonów czesko-węgierskich, Hiszpanii, Anglii, Modeny, Mantui i Florencji przeciwko Wenecji. Członkowie Ligi planowali dokonać rozbioru weneckich posiadłości. Wojska cesarskie zajęły Weronę, Padwę, Vicenzę i Bassano. Jednocześnie pozostali sojusznicy (m.in. król Francji Ludwik XII) opanowali inne części weneckiej terra firma. Po załamaniu się Ligi i późniejszych klęskach ofensywy niemieckiej i francuskiej na ziemiach weneckich, cesarz zdecydował się na rozejm. W 1516 r. zawarł z Wenecją pokój w Brukseli.

### Stosunki z Jagiellonami i sprawa Węgier
Maksymilian I rywalizował z Jagiellonami na polu walki o sukcesję czeską i węgierską. Sprzeciwiał się także oderwaniu Prus od Państwa Krzyżackiego i podporządkowaniu ich Polsce (pokoje polsko-krzyżackie w 1466 r. i 1515 r.).
Po śmierci króla węgierskiego Macieja Korwina w 1490 r. Maksymilian odzyskał Austrię (okupowaną przez Węgrów) i wysunął swoją kandydaturę na tron węgierski. Brak funduszy na opłacenie wojsk zaciężnych i ich bunt nie pozwolił na kontynuację akcji zbrojnej na Węgrzech. Cały czas jednak posługiwał się tytulaturą władców węgierskich, pretensje do ich tronu odziedziczył bowiem po ojcu. W tym samym roku hrabia Tyrolu Zygmunt Habsburg zrzekł się władzy, a hrabstwo przejął Maksymilian, jednocząc dziedzictwo austriackie w swoich rękach. W 1491 r. król niemiecki powrócił na Węgry, wykorzystując spór o koronę węgierską między Władysławem a Janem Olbrachtem, synami Kazimierza Jagiellończyka, króla Polski. Władysław II Jagiellończyk był zmuszony podpisać 7 listopada układ w Preszburgu, który stanowił, że Habsburgowie przejmą Czechy i Węgry w razie jego bezpotomnej śmierci. W 1506 r. sejm węgierski opowiedział się przeciw sukcesji Habsburgów, toteż Maksymilian ponownie wkroczył na Węgry i zajął Sopron. Podpisano traktat w Wiedniu, potwierdzający wcześniejsze ustalenia.
W 1514 r. Maksymilian zawarł sojusz wymierzony przeciw Polsce i Litwie z wielkim księciem moskiewskim, Wasylem III. Fakt ten skłonił Jagiellonów do kompromisu z Habsburgami. Podczas zjazdu w Wiedniu w 1516 r. ponowiono habsbursko-jagiellońskie pakty o wzajemnym dziedziczeniu, w przypadku wygaśnięcia linii męskiej Władysława II Jagiellończyka (podczas zjazdu syn króla Władysława – Ludwik, miał lat 9). Interesy Polski i interesy dynastii Habsburgów pozostały sprzeczne. Maksymilian, wydał nawet akt przyznający Ludwikowi prawa do sukcesji w Niemczech, choć cesarz nie posiadał takich kompetencji (tron cesarski był elekcyjny). Zawarte już po śmierci Maksymiliana małżeństwo Ferdynanda I Habsburga z Anną Jagiellonką zapewniło Habsburgom dziedziczenie w Czechach i na Węgrzech po śmierci Ludwika II w 1526 r. Fakt ten zaważył w znacznej mierze na dalszych dziejach Europy Środkowej i wytyczył kierunki ekspansji monarchii austriackiej. Zjazd wiedeński uregulował też stosunki polsko-niemieckie: cesarz uznał układy pomiędzy Polską a Krzyżakami (cesarz zapewnił, że nie będzie hamował mistrza zakonnego Albrechta Hohenzollerna przed złożeniem hołdu lennego królowi polskiemu, jak również zawiesi banicję Gdańska i Elbląga w Rzeszy) i miał zająć się pośrednictwem w negocjacjach pokojowych króla Zygmunta z Wasylem moskiewskim (bez sukcesu; wojna wojsk polsko-litewskich z Wasylem moskiewskim trwała nadal).
W zawarciu traktatów w Wiedniu dużą rolę odegrał (obecny podczas zjazdu) kanclerz wielki litewski Mikołaj Radziwiłł. W uznaniu zasług cesarz w 1518 r. nadał mu dziedziczny tytuł księcia Rzeszy.

### Plany krucjaty
Już w 1494 r. Maksymilian I zaapelował do katolickich władców o organizację krucjaty przeciw Turkom Osmańskim. Plan się nie powiódł, bowiem państwa europejskie zajęte były walkami we Włoszech, a król francuski planował własną krucjatę. W 1516 – 1517 Turcy podbili Syrię, Palestynę i Egipt, odgradzając Europę od szlaków handlowych na Wschód. W 1518 r. na Sejmie Rzeszy w Augsburgu Maksymilian próbował znowu przygotować wyprawę przeciw Turkom, jednak książęta nie zgodzili się na nowe podatki, ponieważ pomysł obciążenia Niemiec kosztami planowanej wojny zgłaszał papież, co godziło w niezależność Cesarstwa od Papiestwa. Na Sejm przybył także poseł polski Erazm Ciołek. Omawiał on z Maksymilianem I warunki udziału Polski i Litwy w owej krucjacie, do której jednak nie doszło. Plany ostatecznie pokrzyżowała cesarzowi śmierć.

## Polityka wewnętrzna

### Wybrany cesarz rzymski
W 1486 r., dzięki wysiłkom ojca, Maksymilian został wybrany na króla rzymskiego podczas zjazdu elektorów we Frankfurcie nad Menem, po czym koronował się w Akwizgranie. Współrządził z Fryderykiem do śmierci tego ostatniego w 1493 r. W 1507 wyprawił się do Włoch po koronę cesarską. Ponieważ Wenecjanie, zupełnie już niezależni od cesarskiej władzy, nie przepuścili Maksymiliana przez swoje ziemie, a papież Juliusz II nie chciał go koronować, nie zdołał przeprowadzić ceremonii w Rzymie. W 1508 r. przebywając w Trydencie, opodal austriacko-weneckiej granicy, Maksymilian przyjął tytuł „wybranego cesarza rzymskiego” (niem. Von Gottes Gnaden Erwählter Römisches Kaiser, łac. Dei gratia romanorum imperator electus semper augustus). W sferze symboliczno-ideowej oznaczało to, że odtąd wybrany przez elektorów Rzeszy król niemiecki automatycznie staje się cesarzem i nie musi nawet koronować się w Rzymie. Akt ten zakończył długą historię przeciwdziałania papieskim pretensjom do dysponowania godnością cesarza rzymskiego. Wpisuje się w proces identyfikowania instytucji Świętego Cesarstwa z narodem i państwem niemieckim. Chociaż jeszcze w tym samym roku Maksymilian przystąpił do wojny z Wenecją w sojuszu m.in. z papieżem Juliuszem, nie zabiegał już o możliwość koronowania się w Rzymie. Wnuk i następca Maksymiliana, Karol, po pokonaniu papieża koronował się wprawdzie w Rzymie, ale w zasadzie używał tytułu cesarskiego od chwili objęcia tronu. Jego następcy odbywali połączoną koronację królewską i cesarską na terenie Niemiec.

### Reforma Rzeszy Niemieckiej
Maksymilian interesował się głównie powiększaniem domeny dynastycznej Habsburgów, sprawy niemieckie przyciągały jego uwagę tylko, gdy zmuszała go do tego sytuacja. W 1489 r., podczas obrad Sejmu Rzeszy we Frankfurcie, Maksymilian I (który zabiegał o wsparcie go w czasie wojny w Niderlandach) obiecał książętom ustanowienie cesarskiego sądu najwyższego, a w czasie następnego sejmu w Norymberdze w 1491 r. zapowiedział wprowadzenie wiecznego pokoju ziemskiego. Podczas sejmu w Wormacji w 1495 r. (zwołanego w celu wypowiedzenia wojny Francji) Maksymilian I przyjął niektóre postulaty reformy Rzeszy (Reichsreform), sformułowane przez arcybiskupa-elektora Moguncji, Bertholda Hannenberga. Wprowadzono powszechny wieczny pokój ziemski (Ewiger Reichslandfrieden), zakazano prowadzenia wojen prywatnych i ustanowiono stały podatek uiszczany na rzecz cesarza (niem. Geheiner Pfenig). Utworzono Sąd Kamery Rzeszy (Reichskammergericht). Maksymilian I utworzył także Cesarską Radę Nadworną (Reichshofrat) w Wiedniu, która miała pełnić rolę centralnej instytucji sądowniczej i administracyjnej dla Niemiec.
W 1500 r. Maksymilian I zwołał kolejny sejm, w związku z kolejnym konfliktem z Francją. Książęta znów zażądali przeprowadzenia reform: utworzono Regiment Rzeszy (Reichregiment), czyli nowy sąd najwyższy i nowy rząd cesarski, złożony z cesarza i książąt. Maksymilian, obawiając się ograniczenia swojej władzy, paraliżował działania nowej rady, nie pojawiając się na jej obradach. Jeszcze w XVI w. rząd stracił znaczenie i przestał funkcjonować.
Książęta wysuwali kolejne postulaty, ale podczas Sejmu w Kolonii (1505 r.) okazało się, że opozycja względem cesarza została znaczenie osłabiona (zmarł Berthold Moguncki, a pozycja samego cesarza umocniła się dzięki sukcesom na arenie europejskiej). Sejm przyznał Maksymilianowi pieniądze i posiłki na działania wojenne na Węgrzech, a debata w sprawie reform ustrojowych straciła na dynamice. W 1507 r. Sejm w Konstancji uchwalił, że Reichskammergericht będzie działał na stałe jako najwyższy sąd odwoławczy Cesarstwa, ustanowił stały podatek na działalność owej instytucji i przyznał Maksymilianowi wsparcie na wyprawę do Włoch. Sejmy w 1500 i 1512 r. (w Kolonii) ustaliły podział Cesarstwa na Okręgi Rzeszy (Reichkreize) z własnymi instytucjami samorządowymi. Na sejmach w Moguncji w 1517 r. i w Augsburgu w 1518 r. książęta zgłaszali żądania następnych reform administracyjnych w Niemczech. Śmierć cesarza nie pozwoliła zrealizować tych zamierzeń.
W 1494 roku uznał niemieckiego mistrza krajowego Zakonu Krzyżackiego za księcia Rzeszy.  Mistrz krajowy zobowiązany był do złożenia cesarzowi przysięgi wierności. Zignorowano przy tym opinię Wielkiego mistrza.
W aktach sejmu z 1512 r. pojawiła się po raz pierwszy w historii Niemiec nazwa „Święte Cesarstwo Rzymskie Narodu Niemieckiego” (niem. Heiliges Römisches Reich Deutscher Nation). Świadczyło to o identyfikowaniu przez książąt Cesarstwa z Niemcami, „zawłaszczeniu” instytucji cesarskiej przez Niemcy. Cesarz wspierał też reformy uniwersytetów w Wiedniu, Ingolstadt i Fryburgu Bryzgowijskim.

### Sprawy religijne
W 1500 r. Maksymilian I przeprowadził na sejmie w Augsburgu ogłoszenie Cyganów zagrożeniem dla chrześcijaństwa. W 1517 r. Marcin Luter ogłosił swoje tezy o kryzysie Kościoła katolickiego. W 1518 r. został wezwany na sejm w Augsburgu, gdzie tłumaczył się przed legatem papieskim, kardynałem Kajetanem z Gaety. Maksymilian nie podjął żadnych kroków przeciw Lutrowi, ponieważ w jego obronie stawał elektor saski Fryderyk Mądry, a cesarz liczył na zgodę książąt na nałożenie podatków, które miały sfinansować krucjatę, oraz na elekcję jego wnuka, Karola, na władcę Niemiec. Ponadto Maksymilian dopuszczał możliwość posłużenia się Lutrem w przetargach z papieżem Leonem X Medyceuszem.

## Pełna tytulatura
Oprócz tytulatury Habsburgów odziedziczonej po ojcu oraz tytulatury książąt burgundzkich przejętej po pierwszej żonie, Maksymilian, jako pretendent do tronu węgierskiego, używał także tytułów królów Węgier:
Maksymilian, z łaski Bożej uświęcony cesarz rzymski, po wieki August, król Niemiec, Węgier, Dalmacji, Chorwacji, etc., etc. arcyksiążę Austrii, książę Burgundii, Lotaryngii, Brabancji, Styrii, Karyntii, Karnioli, Limburga, Luksemburga, Geldrii, landgraf Alzacji, książę Szwabii, hrabia Habsburga i Hennegau, uksiążęcony hrabia Burgundii, Flandrii, Tyrolu, Gorycji, Artois, Holandii, Zelandii, Ferreti, Kyburga, Namur i Zutphen, margrabia Świętego Cesarstwa Rzymskiego, Enns i Burgau, pan Fryzji, na Marchii Wendyjskiej, Mechelen, Port Naon i Salin, etc., etc., etc.

## Genealogia
| Ernest Żelazny ur. 1377 zm. 10 VI 1424 | Ernest Żelazny ur. 1377 zm. 10 VI 1424 |                                                       |                                                       | Cymbarka mazowiecka ur. 1394/1397 zm. 28 IX 1429 | Cymbarka mazowiecka ur. 1394/1397 zm. 28 IX 1429 |  |  | Edward I Aviz ur. 31 X 1391 zm. 13 IX 1438 | Edward I Aviz ur. 31 X 1391 zm. 13 IX 1438 |                                            |                                            | Eleonora Aragońska 1) ur. 1400 lub 1402 zm. 19 II 1445 lub 1449 | Eleonora Aragońska 1) ur. 1400 lub 1402 zm. 19 II 1445 lub 1449 |  |
|                                        |                                        |                                                       |                                                       |                                                  |                                                  |  |  |                                            |                                            |                                            |                                            |                                                                 |                                                                 |  |
|                                        |                                        |                                                       |                                                       |                                                  |                                                  |  |  |                                            |                                            |                                            |                                            |                                                                 |                                                                 |  |
|                                        |                                        | Fryderyk III Habsburg ur. 21 IX 1415 zm. 19 VIII 1493 | Fryderyk III Habsburg ur. 21 IX 1415 zm. 19 VIII 1493 |                                                  |                                                  |  |  |                                            |                                            | Eleonora Aviz ur. 18 IX 1436 zm. 3 IX 1476 | Eleonora Aviz ur. 18 IX 1436 zm. 3 IX 1476 |                                                                 |                                                                 |  |
|                                        |                                        |                                                       |                                                       |                                                  |                                                  |  |  |                                            |                                            |                                            |                                            |                                                                 |                                                                 |  |
|                                        |                                        |                                                       |                                                       |                                                  |                                                  |  |  |                                            |                                            |                                            |                                            |                                                                 |                                                                 |  |
|                                        |                                        |                                                       |                                                       |                                                  |                                                  |  |  |                                            |                                            |                                            |                                            |                                                                 |                                                                 |  |

| 1 Maria Burgundzka ur. 13 II 1457 zm. 27 III 1482 OO 20 III 1477 | 1 Maria Burgundzka ur. 13 II 1457 zm. 27 III 1482 OO 20 III 1477 | 2 Bianca Maria Sforza ur. 5 IV 1472 zm. 31 XII 1510 OO 16 III 1494 | 2 Bianca Maria Sforza ur. 5 IV 1472 zm. 31 XII 1510 OO 16 III 1494 | Maksymilian I Habsburg ur. 22 III 1459 zm. 12 I 1519  | Maksymilian I Habsburg ur. 22 III 1459 zm. 12 I 1519  | 3 liczne związki pozamałżeńskie 2)        | 3 liczne związki pozamałżeńskie 2)        |                                                   |                                                   |
|                                                                  |                                                                  |                                                                    |                                                                    |                                                       |                                                       |                                           |                                           |                                                   |                                                   |
|                                                                  |                                                                  |                                                                    |                                                                    |                                                       |                                                       |                                           |                                           |                                                   |                                                   |
|                                                                  | 1                                                                |                                                                    | 1                                                                  |                                                       | 1                                                     |                                           | 3                                         |                                                   | 3                                                 |
| Filip I Piękny ur. 22 VII 1478 zm. 25 IX 1506                    | Filip I Piękny ur. 22 VII 1478 zm. 25 IX 1506                    | Małgorzata Habsburg 3) ur. 10 I 1480 zm. 30 XI/1 XII 1530          | Małgorzata Habsburg 3) ur. 10 I 1480 zm. 30 XI/1 XII 1530          | Franciszek Habsburg ur. 2 IX 1481 zm. 26 XII 1481     | Franciszek Habsburg ur. 2 IX 1481 zm. 26 XII 1481     | Małgorzata ur. ok. 1480 zm. czerwiec 1537 | Małgorzata ur. ok. 1480 zm. czerwiec 1537 | Barbara von Rottal ur. 29 VI 1500 zm. 31 III 1550 | Barbara von Rottal ur. 29 VI 1500 zm. 31 III 1550 |
|                                                                  | 3                                                                |                                                                    | 3                                                                  |                                                       | 3                                                     |                                           | 3                                         |                                                   | 3                                                 |
| Jerzy Piret ur. 1504 zm. 4 V 1557                                | Jerzy Piret ur. 1504 zm. 4 V 1557                                | Korneliusz ur. IX 1507                                             | Korneliusz ur. IX 1507                                             | Max Fryderyk von Amberg ur. 10 VI 1511 zm. 21 IV 1553 | Max Fryderyk von Amberg ur. 10 VI 1511 zm. 21 IV 1553 | Leopold ur. 1515 zm. 27 IX 1557           | Leopold ur. 1515 zm. 27 IX 1557           | Dorota ur. 1516 zm. 1572                          | Dorota ur. 1516 zm. 1572                          |
|                                                                  | 3                                                                |                                                                    | 3                                                                  |                                                       | 3                                                     |                                           | 3                                         |                                                   | 3                                                 |
| Anna                                                             | Anna                                                             | Anna Małgorzata ur. ok. 1517                                       | Anna Małgorzata ur. ok. 1517                                       | Elżbieta zm. 24 XI 1581/1584                          | Elżbieta zm. 24 XI 1581/1584                          | Barbara                                   | Barbara                                   | Krzysztof Ferdynand ur. ? zm. ?                   | Krzysztof Ferdynand ur. ? zm. ?                   |
|                                                                  | 3                                                                |                                                                    | 3                                                                  |                                                       |                                                       |                                           |                                           |                                                   |                                                   |
| Guielma                                                          | Guielma                                                          | Mateusz Lange von Wellenburg zm. 1540                              | Mateusz Lange von Wellenburg zm. 1540                              |                                                       |                                                       |                                           |                                           |                                                   |                                                   |

1. córka Ferdynanda I Aragońskiego
2. szczegóły w linkach (z dwóch ostatnich pozycji można dowiedzieć się więcej na temat naturalnego potomstwa Maksymiliana I)
3. żona Jana, księcia Asturii, potem Filiberta II Pięknego, księcia Sabaudii

Dane za:
- Richard Reifenscheid, Die Habsburger in Lebensbildern, von Rudolf I. bis Karl I., Verlag Hugendubel, Kreuzlingen 2000
- Data urodzenia Cymbarki za Wikipedią
- M. Marek, Genealogy.eu [online].
- Kaiser Maximilian I. [online], wwperson.informatik.uni-erlangen.de [zarchiwizowane z adresu 2014-01-07].